# Большевик (Забайкальский край)
Большевик — село в составе Ононского района в Забайкальском крае, административный центр Большевистского сельского поселения.

## Географическое положение
Село расположено в северной части района на расстоянии примерно 30 километров на запад по прямой от районного центра села Нижний Цасучей.

## Климат
Климат резко континентальный с длительной (чуть меньше 180 дней) холодной зимой, заметно меньшим по продолжительности (в среднем 110—112 дней) и сравнительно теплым летом, короткими (до 35—40 дней) переходными сезонами года, недостаточным количеством осадков, особенно в зимнее, весеннее и раннелетнее время. Средняя температура воздуха по району составляет — 1,8 °С, −1,4 °С. Средняя январская температура воздуха составляет −24 °С, −26 °С при абсолютном минимуме — 52 °С. Средняя июльская температура воздуха варьирует от +18 °С до +20 °С при абсолютном максимуме +40 °С.

## История
В 1920-е годы существовало изначально как поселение из 3 домов. В конце 1920-х годов население стало увеличиваться, образована коммуна «Маяк», позже артель «Путь бедняка», в 1930 колхоз «Большевик», в 1953 колхоз им. Калинина.

## Население
Постоянное население составляло 471 человек в 2002 году (русские 82 %), 397 человек в 2010 году.